# VCD
影音光碟（Video Compact Disc；VCD），又稱影音壓縮光碟，是一種在光碟（Compact Disc）上存儲視訊信息的標準。VCD可以在VCD播放機以及大部分DVD播放機中播放，但現時大部份藍光光碟播放機已不支援VCD。
VCD標準由索尼、飛利浦、JVC、松下電器等電器生產廠商聯合於1993年制定，屬於數位光碟的白皮書標準。

## 技術規範
VCD是全動態、全屏播放的視頻標準，畫面質素相似於低清電視。格式可分為：
- 分辨率為352×240像素，每秒29.97幅畫面（適合NTSC制式電視播放）
- 分辨率為352×240像素，每秒23.976幅畫面（適合電影每秒24格的影片）
- 分辨率為352×288像素，每秒25幅畫面（適合PAL制式電視播放）

整體來說，分辨率大約是對應電視制式（標清電視）分辨率的四分之一。VCD的視頻採用MPEG-1壓縮編碼，音頻採用MPEG 1/2 Layer 2（MP2）編碼，碼率分別為視頻1150kbit/s、音頻224kbit/s。 
VCD的比特率和普通音樂CD相當，因此一張標準的74分鐘的CD可以存放大約74分鐘的VCD格式影片。

## 標準

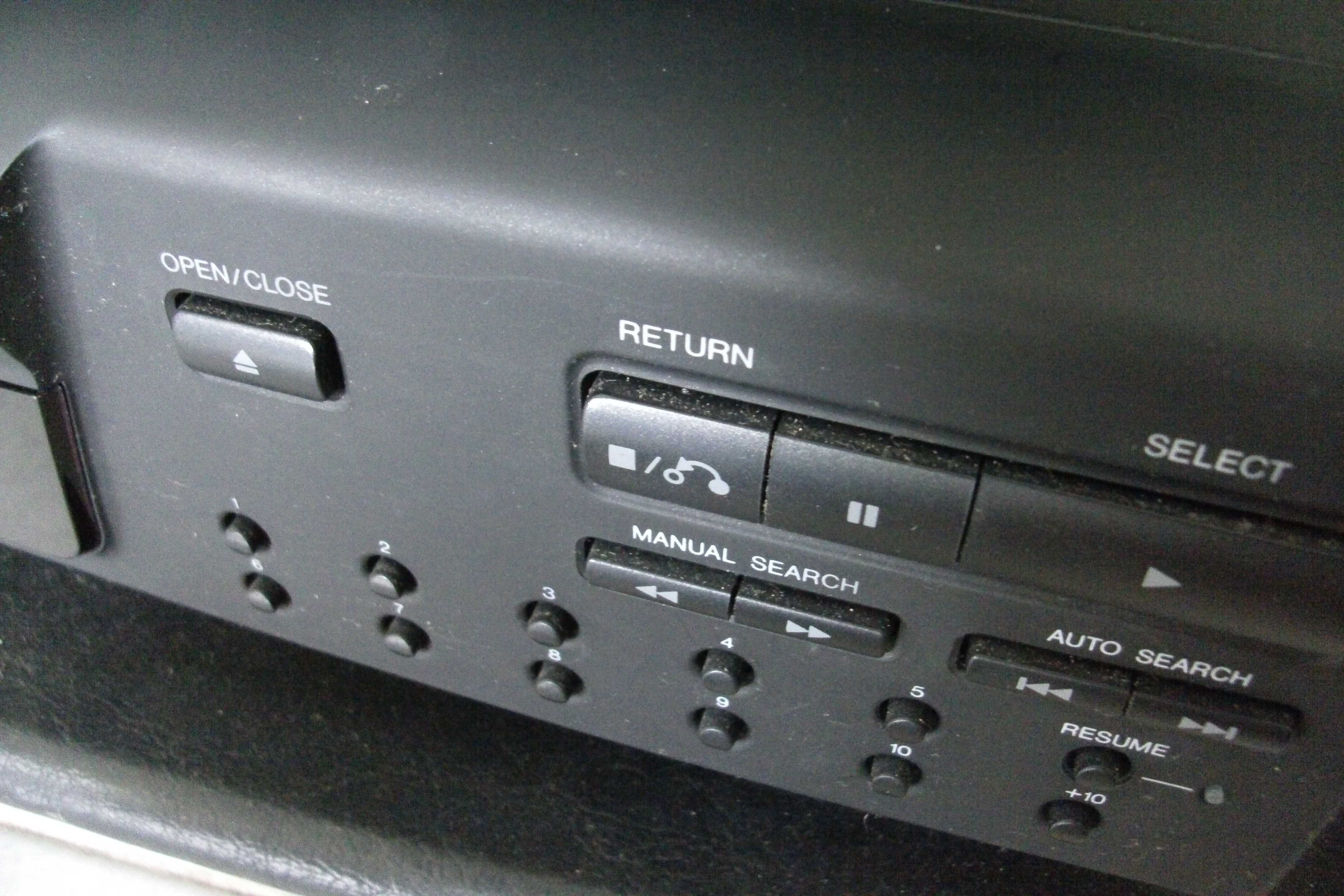
VCD 2.0 提供類似 DVD-Video 的「播放選單(PBC)」，有此功能的影碟機會有名為「Return」的按鈕

VCD標準有三個迭代版本：1.0、1.1和2.0：
- 1.0：原始版本，发布于1993年，功能十分基础，基于MPEG-1压缩技术，仅支持简单的线性播放（从头到尾顺序播放），没有菜单或章节功能。
- 1.1：修正版本，发布于1993年，相较于1.0版本，只是稍微升级了一点，改进不是很大。引入了“轨道选择”（selectable tracks）的概念，允许光盘包含多个独立的MPEG-1音视频流或CD-DA音频轨道（最多98个），并支持最多500个序列入口点（entry points）作为章节划分。
- 2.0：最后版本，发布于1995年，和1.1版本相比，改进较大，VCD播放机升级明显，用户体验更好。增加了播放選單功能（Play Back Control, PBC）、清晰靜止畫面播放功能（704x480或704x576像素）和支援352x288/25fps格式。1995年2.0标准发布后，基于2.0标准设计的VCD播放机，在功能上已经很接近DVD播放机了。这为之后DVD播放机开辟全球市场，奠定了基础。

## 應用
VCD因為其畫面質素較標清電視低，播放時間較短，所以主要僅在早期螢幕較小的電腦上流行使用。
作為給電視機播放的媒體，VCD在九十年代晚期到2000年代，於部分亞洲、非洲和拉丁美洲地區被廣泛使用。這是因為這些國家或地區仍然較為通行小型光碟CD的規格和技術，所以才剛於八十年代購入CD生產設備的廠商不用重覆投資，是以VCD在發行市場上完全取代了在這些地區尚未普及、清晰度較高、但價格高昂、尺寸過大而使用不便的錄影帶和鐳射影碟的地位。
因為VCD在大中華地區、東南亞和拉丁美洲外，在未普及之前便直接從錄影帶過渡向DVD，所以被認為最後將完全被DVD所取代。但是由於它的一些特點，在部分地區仍保有相當程度的市場。直到2010年代中才在两岸四地漸逐停產。而在20世紀後期電視機才逐漸普及的非洲地區，VCD在世紀初仍然被做為最主要的正版影像媒體。
- VCD沒有像DVD區域碼一樣的區域限制，這意味著它可以在任何兼容機器上觀看。
- 有些節目因為成本問題，不會製作DVD或VHS錄像帶版本，購買者只能購買VCD版本。
- VCD比DVD廉價，但想當然，VCD缺乏DVD擁有的額外特性，如可以選擇式的字幕(但厰家會採用預先加在畫面的字幕)、選單功能（用作「製作花絮」等）等（VCD 2.0 加入簡單的選單功能（Play Back Control, PBC），但功能不及DVD豐富）。
- 畫面比例和字幕是預設的，所以在電腦上會自動調節成正確比例。

另外，一些厂商也推出了“游戏VCD”，可以运行带有任天堂红白机或世嘉MD游戏的VCD光盘，只要接上手柄就可以进行游戏。也有厂商开发出“电脑VCD”，将仿Windows界面的操作系统集成到光盘中，并且内置上网、文字处理、电子表格等软件。

## SVCD
SVCD是VCD的改進標準，它採用MPEG-2壓縮，採用可變壓縮率來獲得較好的影片品質。

## 外部連結
- 什麼是VCD，From Videohelp.com （页面存档备份，存于）（英文）